# Csáder László
Csáder László (Csallóközcsütörtök, 1909. február 7. – Pozsony, 1975. augusztus 22.) szlovákiai magyar grafikus, fényképész, tipográfiai és reklámtervező.

## Élet
A két világháború között a budapesti Országos Iparművészeti Szakiskola grafika szakának növendéke. Lőrincz Gyulával együtt Kassák Lajos Munkakörét látogatta. Később tipográfiát is tanult Z. Rossmann építésznél a pozsonyi Iparművészeti Főiskolán. Plakáttervezéssel is foglalkozott. Aktív tagja volt a Sarló mozgalomnak. Grafikusként és tipográfusként is segített Az Út szerkesztésében. Balogh Edgár megbízásából kapcsolatot teremtett a haladó szellemű magyar írókkal és művészekkel, többek között Kassák Lajossal is. 
1936–1942 között Jan van der Linden ajánlására Amszterdamban volt reklámgrafikus, de a német megszállás után hazatért. A Bauhaus és a konstruktivista avantgárd hatott rá leginkább. A háború utolsó két évében retusőr volt. 1945 után Pozsonyban ő tervezte Csehszlovákia Kommunista Pártja plakátjait és az első csehszlovák bélyegeket. A CsKP Központi Bizottságának agitációs osztályán dolgozott és propagandakiállítások rendezésével, illetve kiállítási tablók tervezésével foglalkozott. Később egy külkereskedelmi vállalat propaganda osztályát vezette.
A Csemadok megalakulása után a pozsonyi Fáklya, majd haláláig a Hét és a pozsonyi Irodalmi Szemle műszaki szerkesztője volt. Számos könyvborítót tervezett szlovák és szlovákiai magyar könyvkiadók részére. A szlovákiai magyar sajtó és könyvművészet alapvető jelentőségű tipográfus személyisége volt. Utolsó éveiben sokat foglalkozott a művészi fényképezéssel.
Tagja volt a Szlovákiai Képzőművészek Szövetségének.
Zs. Nagy Lajos kedvelte, de a legmogorvább embernek tartotta akit csak ismert.